# Mezőgyán
Mezőgyán là một thị trấn thuộc hạt Békés, Hungary. Thị trấn này có diện tích 59,86 km², dân số năm 2010 là 1087 người, mật độ 18 người/km².